# Franciszek Stal
Franciszek Stal (ur. 2 czerwca 1912 w Borku, zm. 7 lipca 2006 w Raciborzu) – kawaler Orderu Virtuti Militari, żołnierz Armii Krajowej, po wojnie uznany działacz społeczny i długoletni pracownik Polskich Kolei Państwowych.

## Życiorys
Urodził się 2 czerwca 1912 roku w Borku koło Bochni. W 1933 roku ukończył Gimnazjum Humanistyczne w Bochni. Służbę wojskową, odbytą w Szkole Podchorążych Rezerwy Piechoty w Zambrowie, ukończył jako podchorąży rezerwy. W 1936 roku zakończył edukację w Instytucie Administracyjno-Gospodarczym w Krakowie. Przed wojną pracował jeszcze jako dyżurny ruchu, najpierw w Wilnie, a później w Ignalinie.
We wrześniu stawił się w 206 pułku piechoty. Jako porucznik i kolejarz dowodził taborami pułkowymi[wymaga weryfikacji?]. W trakcie kampanii wrześniowej jego jednostka przedostała się z terenów Wileńszczyzny do Lwowa, gdzie uczestniczył w obronie miasta. Ranny w nogę, po kapitulacji uciekł z rozbrajanego przez Rosjan oddziału i z powrotem przedostał się do Ignalina. Pod koniec 1939 roku wstąpił do Związku Walki Zbrojnej. Przyjął pseudonim „Chabina” i do końca wojny działał w konspiracji, organizując działania dywersyjne na szlaku kolejowym Wilno – Dyneburg (na odcinku Pohulanka – Podbrodzie).
W lutym 1945 roku podjął pracę w Państwowym Urzędzie Repatriacyjnym w Wilnie, jako kierownik Transportów Repatriacyjnych, nielegalnie przerzucając do Polski pociągami kilkuset żołnierzy AK i osoby poszukiwane przez NKWD. W sierpniu tego samego roku sam nielegalnie wrócił do kraju i podjął pracę w Urzędzie Skarbowym w Nysie. 29 czerwca 1949 roku został aresztowany przez Urząd Bezpieczeństwa i skazany na 10 lat więzienia przez Wojskowy Sąd Rejonowy w Katowicach, na podstawie art. 86 (wróg Polski Ludowej) i art. 7 (szpiegostwo). Poza karą więzienia orzeczono także utratę praw publicznych i obywatelskich praw honorowych na 5 lat oraz przepadek całego mienia. Karę odbywał w więzieniu Ministerstwa Bezpieczeństwa w Warszawie, gdzie siedział w jednej celi m.in. z Władysławem Bartoszewskim.
Został zwolniony przed upływem 10 lat, w roku 1956. Przyjechał do Raciborza, gdzie pracował na kolei, najpierw jako dyżurny ruchu, a później w Związku Zawodowym Kolejarzy. W czasie, kiedy Unia Racibórz grała w I lidze, był korespondentem katowickiej gazety „Sport”. Po wyjściu z więzienia nie uniknął szykan i prześladowań. W 1976 roku przeszedł na emeryturę. Udzielał się także społecznie. Był jednym z założycieli Chóru Męskiego „Sygnał" oraz jednym z organizatorów życia kolejarskiego w mieście. Brał udział w tworzeniu podwórka dla dzieci przy ul. Drzymały, przy której również mieszkał. W 1991 roku uchylono wyrok stalinowskiego sądu. Za swoją działalność podczas walk o niepodległość otrzymał cztery odznaczenia: Krzyż Srebrny Orderu Virtuti Militari, Krzyż Armii Krajowej, Krzyż Partyzancki oraz Medal Zwycięstwa i Wolności 1945. Za pracę i działalność społeczną nadano mu tytuły Zasłużony Działacz Kultury oraz Zasłużony dla Ziemi Raciborskiej.
Zmarł 7 lipca 2006 roku w Raciborzu. Pochowano go cztery dni później na cmentarzu Jeruzalem. W 2007 roku Rada Miasta Racibórz nazwała jego imieniem park przy ul. Kolejowej, w pobliżu jego długoletniego miejsca zamieszkania.